# Brian Laws
Pour les articles homonymes, voir Laws.
Brian Laws, né le 14 octobre 1961 à Wallsend en Angleterre est un footballeur professionnel anglais devenu ensuite entraîneur.
Jouant au poste de défenseur, Laws a joué dans sept clubs différents, mais connaît ses plus grands succès (ou atteint le sommet de sa carrière, au choix) au sein de l’équipe de Nottingham Forest. Il devient entraîneur en 1994 en jouant le rôle particulier d’entraineur-joueur à Grimsby Town. Il connaît sa toute première expérience en première division anglaise en devenant l’entraîneur du Burnley Football Club. En octobre 2012, il prend en main l’équipe anglaise des Scunthorpe United FC.

## Biographie

### Carrière de footballeur
Brian Laws apprend le football auprès d’un club formateur très renommé dans le nord de l’Angleterre, le Wallsend Boys Club. Ce club a formé de nombreux joueurs professionnels tels que Peter Beardsley, Steve Bruce, Michael Carrick et surtout Alan Shearer.
A l’âge de 17 ans, Laws signe son premier contrat professionnel avec le Burnley Football Club alors en troisième division. Il commence comme stagiaire. Au cours des années suivantes, il fait 181 apparitions sous le maillot de l’équipe première toutes compétitions confondues.

## Palmarès de joueur
Avec Nottingham Forest :
- Vainqueur de la Coupe de la Ligue anglaise en 1989 et 1990
- Finaliste de la Coupe de la Ligue anglaise en 1992
- Finaliste de la Coupe d'Angleterre (FA Cup) en 1991